# Bayou Caviar - Il prezzo da pagare
Bayou Caviar - Il prezzo da pagare (Bayou Caviar) è un film del 2018 diretto da Cuba Gooding Jr..

## Trama
Rodney ha abbandonato il pugilato per lavorare come buttafuori in un locale notturno. Un gangster russo lo assume affinché riesca a incastrare il genero del suo socio in affari, un magnate ebreo ortodosso, tramite un video hard realizzato con l'aiuto della fotografa Nic.

## Distribuzione

### Data di uscita
Le date di uscita internazionali nel corso del 2018 sono state:
- 5 ottobre negli Stati Uniti d'America
- 6 dicembre in Ungheria

### Edizione italiana
La direzione del doppiaggio e i dialoghi italiani sono curati da Sacha Pilara per conto della Augustuscolor.

## Accoglienza

### Critica
Sull'aggregatore di recensioni Rotten Tomatoes il film riceve il 20% delle recensioni positive con un voto medio di 3,5 su 10 basato su 5 recensioni, mentre su Metacritic ha un punteggio di 36 su 100 basato su 4 recensioni.